# تپه دوسه کوله
تپه دوسه کوله در شهرستان دیواندره، بخش سارال، روستای کوله واقع شده و این اثر در تاریخ ۲۴ فروردین ۱۳۸۲ با شمارهٔ ثبت ۸۰۲۹ به‌عنوان یکی از آثار ملی ایران به ثبت رسیده است.